# Рам Мандір
Рам Мандір (ISO: Rāma Maṁdira, досл. «Храм Рами» — частково побудований мандир в Айодг'я, Уттар-Прадеш, Індія. Багато індуїстів вважають, що він розташований на місці Рама Джанмабхумі, міфічного місця народження Рами, головного божества індуїзму. Храм було урочисто відкрито 22 січня 2024 року після церемонії прана пратіштха (освячення). У перший день відкриття, після освячення, храм відвідало понад півмільйона відвідувачів, а через місяць кількість щоденних відвідувачів становила від 100 000 до 150 000 осіб.
Місце розташування храму було предметом суперечки між індуїстами та мусульманами в Індії, оскільки це колишнє місце розташування мечеті Бабрі, яка була побудована між 1528 і 1529 роками. Статуї Рами та Сіти були розміщені в мечеті в 1949 році, але на неї напали та зруйнували в 1992 році. У 2019 році Верховний суд Індії виніс вердикт віддати спірну землю індуїстам для будівництва храму, а мусульманам було надано землю поблизу Данніпура в Айодх'ї для будівництва мечеті. Суд послався на звіт Археологічного управління Індії (ASI) як доказ того, що під зруйнованою мечеттю Бабрі була споруда, яка була визнана неісламською.
5 серпня 2020 р. бхумі пуджана (церемонію закладки фундаменту) для початку будівництва Рам Мандір провів Нарендра Моді, прем'єр-міністр Індії. Храмовий комплекс, який зараз будується, знаходиться під наглядом фонду Шрі Рама Джанмабхумі Теерт Кшетра. 22 січня 2024 року Моді служив ритуал Мух'я Яджамана (головний покровитель) для цього храму та виконав прану пратіштха (освячення) храму. Церемонію прана-пратіштха організував фонд Шрі Рам Джанмабхумі Теерт Кшетра. Храм також викликав низку суперечок через нібито зловживання пожертвуваннями, відсторонення його головних активістів і політизацію храму Бгаратія джаната парті.

## Рама

### Значення Рами

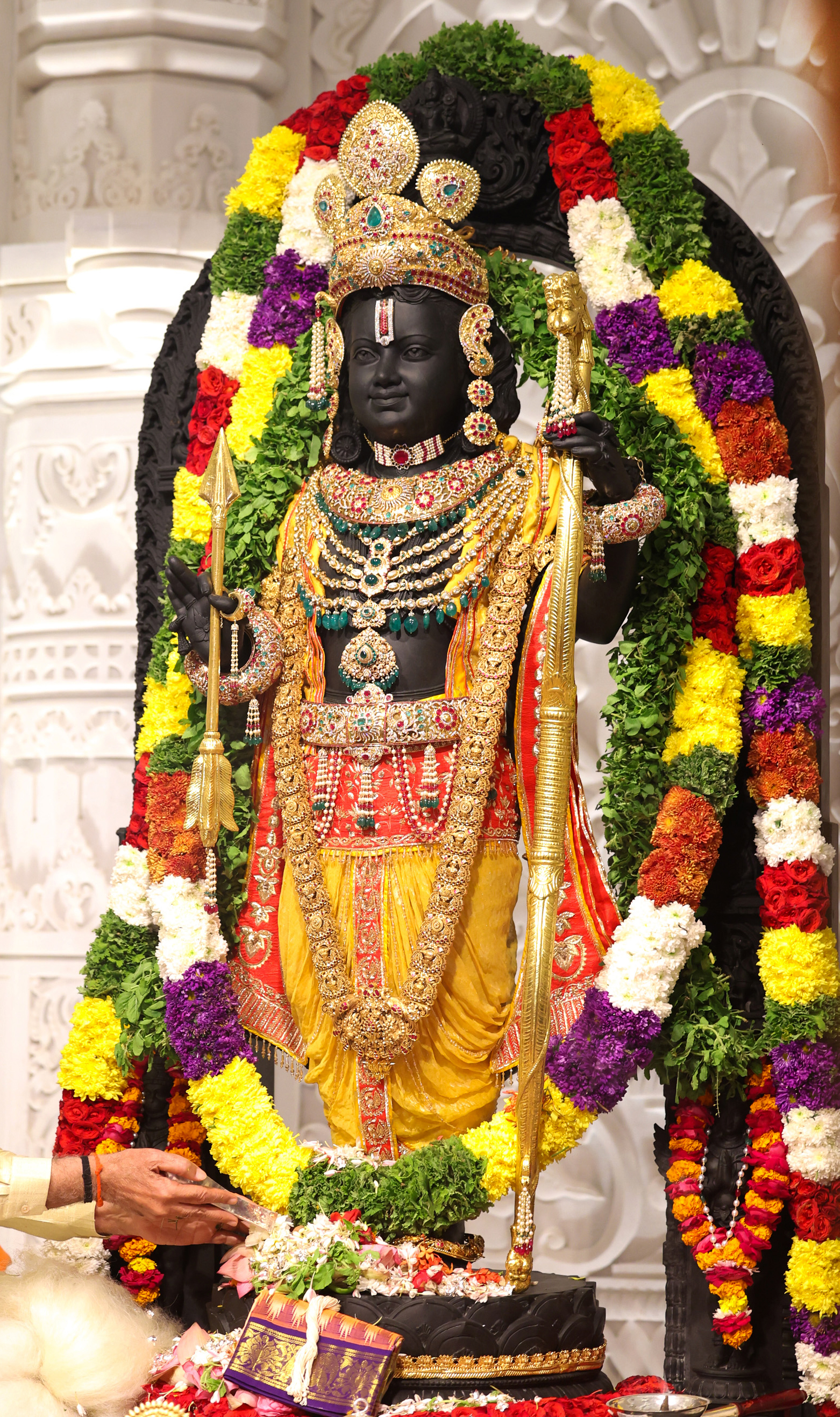
Рам Лалла, п'ятирічна форма Рами — головне божество Рам Мандіра.

Рама — видатне індуїстське божество, яке вважається Pūrṇāvatāra IAST (досл. «Повний аватар») бога Вішну, а деякі індуси розглядають Раму як Пара Брахман (досл. «Найвищий Брахман»). Рама має величезне значення в індуїзмі. В аватарі Рами Вішну не повинен демонструвати жодної зі своїх божественних проявів і жити як людина. Оскільки Рама, як кажуть, мав шістнадцять ідеальних якостей, індуси вважають Раму Puruṣottama IAST (досл. «Ідеальна Людина»), Vigrahavān dharmaḥ IAST (досл. «Втілення Дгарма») і Ādi Puruṣa IAST. Відповідно до індуїстського епосу Рамаяна, Рама народився в Айодг'ї. Айодг'я входить до семи найсвященніших міст індуїзму.

### Місце паломництва
Три місця в Айодг'ї вважаються видатними puṇya kṣētra IAST (досл. «доброчесне місце паломництва») індуїстами. Вони Janmasthāna IAST (досл. «Місце народження»), Svargadvāra IAST (досл. «Ворота в рай») і Yajñasthala IAST (досл. «Місце, де свята жертва»). Існує відсутність консенсусу серед вчених щодо того, чи храм у Рам Джанмабхумі був зруйнований у середньовіччі.
Trayōdaśakṣarī maṁtra IAST (досл. «Мантра 13 символів»), також відома як Śrī Rāma Tāraka Mantra IAST (досл. «Мантра Рами для Порятунку») — це Śrī Rāma Jaya Rāma Jaya Jaya Rāma IAST, і багато індуїстів вірять, що неодноразове оспівування веде до спасіння. Tāraka IAST означає щось, що несе або допомагає [[Джива|Jīva IAST]] (досл. «жива істота») перетнути океан самсари. Віддані Рамі, такі як Вальмікі, Тулсідас, Бхадрачала Рамадасу, Самартх Рамдас, Тьягараджа, Пурандара Даса, Гондавалекар Магарадж і Магатма Ганді, популяризували цю мантру.

### Божество
Рам Мандір будується на честь народження Рами: тому головним божеством у храмі має бути немовля Рами, аватара Вішну. Рама в цій формі немовляти називався Рам Лалла (досл. «Дитина Рама»), як говорив Тулсідас. Однак ідол Рами, встановлений у 1949 році, називається Рам Лалла Віраджман (досл. «Встановлена дитина Рама») місцевими індуїстами. Рам Лалла був учасником судового процесу щодо спірного місця в 1989 році, вважаючись за законом «юридичною особою». Його представляв Трілокі Нат Панді, старший лідер VHP, який вважався найближчим «людським» другом Рама Лалли. Оскільки новий ідол божества був встановлений у святилищі як Mūlavirāt mūrti IAST (досл. Головне правляче божество), Мандір Траст повідомив, що ідол Рама Лалли Віраджмана 1949 року відтепер використовуватиметься як Utsava mūrti IAST (досл. Ідол для фестивалів).

## Історія
Це місце є колишнім місцем розташування мечеті Бабрі, яка була побудована в XVI столітті. У 1992 році мечеть зазнала нападу та була зруйнована. У 2019 році Верховний суд Індії виніс вердикт віддати спірну землю індусам для будівництва храму, а мусульманам надати землю в іншому місці для будівництва мечеті.

### Середньовіччя

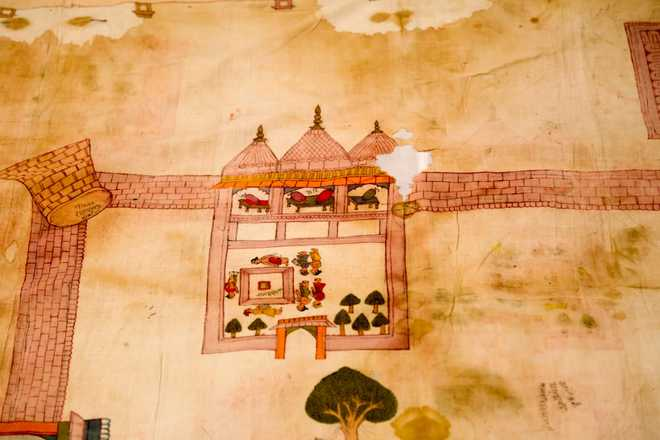
1717 р. н. е. Зображення айодгійського Рам Мандіра на карті у палаці Джайпур

У 1528 році керівник імперії Великих Моголів Мір Бакі за наказом Бабура побудував мечеть Бабрі на місці Рам Джанмабгумі, міфічного місця народження Рами. Найдавніша згадка про мечеть датується 1767 роком у латинській книзі Descriptio Indiae, автором якої є єзуїтський місіонер Йозеф Тіфенталер. За його словами, місцеве населення вважало, що мечеть була побудована шляхом руйнування храму Рамкот, який вважається фортецею Рами в Айодг'ї, і Беді, де знаходиться батьківщина Рами.

### Сучасність

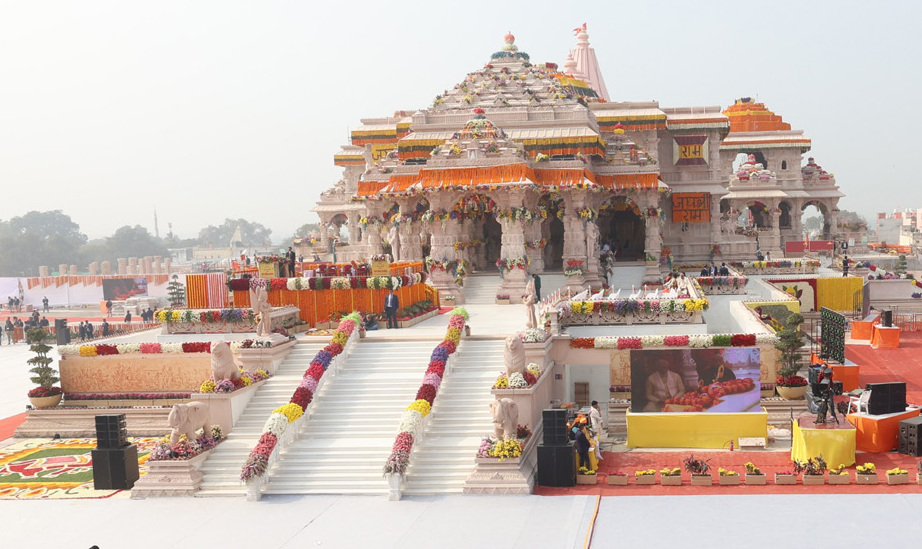
Рам Джанмбгумі Мандір у 2024 році

#### Спірне місце розташування
Перший випадок релігійного насильства було задокументовано в 1853 році. У грудні 1858 року британська адміністрація заборонила індуїстам проводити пуджу (ритуали) на спірному місці. Створено майданчик для проведення обрядів поза мечеттю.
Мурті (священні образи) Рами і Сіти були встановлені всередині мечеті Бабрі Масджид в ніч з 22 на 23 грудня 1949 року, і віддані почали приходити на обряди з наступного дня. До 1950 року держава взяла під контроль мечеть відповідно до розділу 145 КПК і дозволила індуїстам, а не мусульманам, здійснювати свої богослужіння на цьому місці.
У 1980-х роках організація Vishwa Hindu Parishad (VHP), що належить до політичного руху гіндутва, партій Санг Парівар, започаткувала новий рух, щоб повернути це місце для індуїстів і звести на ньому храм, присвячений немовляті Рамі (Рам Лалла). VHP почала збирати кошти та цеглини з написом «Джай Шрі Рам». Пізніше уряд під керівництвом прем'єр-міністра Раджива Ганді дав дозвіл VHP на Shilanyas (церемонія закладення фундаментного каменю), міністр внутрішніх справ Бута Сінгх офіційно передав дозвіл лідеру VHP Ашоку Сінгхалу. Спочатку уряд Індії та уряд штату Уттар-Прадеш погодилися, що shilanya проводитиметься за межами спірного місця. Проте 9 листопада 1989 року група лідерів VHP і садху заклали камінь у фундамент, викопавши котлован поруч зі спірною землею singhdwar святилища святих. Потім VHP заклала фундамент храму на землі, що прилягає до спірної мечеті.

#### Знесення мечеті Бабрі
6 грудня 1992 року VHP і Бгаратія джаната парті організували мітинг на цьому місці за участю 150 000 добровольців, відомих як карсеваки. Мітинг став бурхливим, натовп розгромив силовиків і зніс мечеть.
Руйнування мечеті призвело до кількох місяців насильства між індуїстськими та мусульманськими громадами Індії, що призвело до загибелі приблизно 2000 людей у Бомбеї (нині Мумбай) і викликало заворушення по всьому Індійському субконтиненті. Через день після руйнування мечеті, 7 грудня 1992 року, Нью-Йорк таймс повідомила, що понад 30 індуїстських храмів по всьому Пакистану зазнали нападу, деякі підпалили, а один зруйнували. Також нападам піддалися індуїстські храми в Бангладеш.
5 липня 2005 року п'ятеро терористів напали на імпровізований храм Рам на місці зруйнованої мечеті Бабрі Масджид в Айодх'ї. Усіх п'ятьох було застрелено під час наступної сутички з Центральними резервними силами поліції (CRPF), а один цивільний загинув під час вибуху гранати, яку нападники застосували, щоб пробити кордони поліції. CRPF зазнали втрат, двоє з яких отримали важкі поранення з численними вогнепальними пораненнями.

#### Розкопки ASI
У звітах про дві археологічних розкопки в 1978 і 2003 роках, проведених ASI, стверджується, що були знайдені докази того, що на цьому місці існував індуїстський храм. Критики різко заперечували ці твердження як суперечливі та недостовірні. Археолог К. К. Мухаммед стверджував, що залишки індуїстського храму були знайдені в 1978 році, і звинуватив кількох істориків у продовженні суперечки.

#### Постанови суду
Протягом багатьох років відбувалися різноманітні суперечки щодо права власності та юридичні спори, такі як ухвалення Закону про придбання певних територій в Айодх'ї в 1993 році. У 2010 році Вищий суд Аллахабада постановив розділити 1,12 га спірної землі на три частини: одна дістанеться Рамі Лаллі або Дитині Рамі, якого представляє індуїст Магасабга для будівництва храму Рам, друга — Мусульманській сунітській вакфській раді, третя — до індуїстській релігійній конфесії Нірмогі Акгара. Усі три сторони оскаржили поділ спірної землі до Верховного суду.
У вердикті Верховного суду щодо суперечки щодо Айодх'ї у 2019 році було вирішено, що спірну землю буде передано трасту, сформованому урядом Індії для будівництва храму Рам.
Суд послався на звіт ASI 2003 року як на доказ того, що під зруйнованою мечеттю Бабрі була споруда, яка була визнана неісламською. Верховний суд у своєму знаковому рішенні дійшов висновку, що структура, яка лежить під мечеттю, не була ісламською спорудою, а також дійшов висновку, що не було знайдено доказів того, що неісламська споруда була спеціально знесена для будівництва мечеті Бабрі Масджид. Інший важливий аспект у рішенні вищого суду стосується питання щодо претензії індуїстів, які оскаржували будівлю як місце народження Рами. Суд зауважив, що твердження індуїстів є «беззаперечним», і висловив чіткі докази того, що індуїсти вважали це місце місцем народження Рами.

#### Формування трасту та початок будівництва
Зрештою траст був створений під назвою Шрі Рам Джанмабгумі Тірт Кшетра. 5 лютого 2020 року в парламенті Індії було оголошено, що уряд під керівництвом прем'єр-міністра Нарендри Моді прийняв план будівництва храму. Через два дні, 7 лютого, було виділено 2 га землі під нову мечеть, яка буде побудована на відстані 22 км від міста Айодг'я в селищі Данніпур, Айодг'я.

## Архітектура
Оригінальний дизайн Рам Мандір був розроблений у 1988 році каменярами Сомпура з Ахмадабаду. Сомпури зробили свій внесок у проєктування понад 100 храмів по всьому світу протягом принаймні 15 поколінь, зокрема храм Сомнатх. Головним архітектором храму був Чандракант Сомпура, якому допомагали двоє його синів Нігіл Сомпура та Ашіш Сомпура, які також є архітекторами.
Новий дизайн із деякими змінами в порівнянні з оригіналом був підготовлений Сомпурами у 2020 році відповідно до індуїстських текстів Васту-шастра та Шилпа Шастра. Храм має 76 м ширини, 120 м довжини та 49 м висоти. Після завершення храмовий комплекс став третім за величиною індуїстським храмом у світі Він спроєктований у стилі Мару-Гурджара та Нагара, типової індуїстської храмової архітектури, що зустрічається переважно в північній Індії. Модель запропонованого храму була продемонстрована під час Prayag Kumbh Mela у 2019 році.
Основна споруда храму побудована на триповерховій платформі. Він має п'ять мандап в середині гарбхагріхи і на вході. Шрі Рам Дарбар, розташований на першому поверсі, складається з п'яти залів — Нрітья Мандап, Ранг Мандап, Сабха Мандап, Прартана Мандап і Кіртан Мандап. У стилі Нагара мандапи прикрашені шікхарами. У храмі, прикрашеному статуями божеств, по кутах є присвячені мандири для Сурьї, Бгаґваті, Ганеша та Шіви. Храми Аннапурни та Ханумана знаходяться у північному та південному рукавах. Фундамент має 14-метровий товстий ущільнений роликом бетонний шар, що нагадує штучну скелю, з 6,4-метровим гранітним плінтусом для захисту від вологи. Доступність забезпечується пандусами, ліфтами та зручностями для людей похилого віку та людей з вадами. Центр для паломників на 25 000 осіб пропонує медичні послуги та послуги камер схову. 70 % 28 га території розглядаються як зелена зона, наголошується на збереженні води.
Всього в храмі 366 колон. Кожна колона містить по 16 статуй, включаючи втілення Шиви, 10 Дашаватара, Йогін Чаусат і 12 втілень богині Сарасваті. Ширина сходів 4,9 м. Згідно зі священним писанням, присвячених Вішну, святилище має восьмикутну форму. Храм займає площу 4 га, а решта 23 га землі були розроблені в комплекс з молитовним залом, лекційним залом, навчальним закладом та іншими об'єктами, включаючи музей і кафетерій. За даними комітету храму, храм може прийняти 70 000 відвідувачів. Компанія Larsen & Toubro запропонувала безплатно наглядати за проєктування і будівництвом храму і стала підрядником проєкту. Центральний будівельний науково-дослідний інститут, Національний геофізичний науково-дослідний інститут та ІІТ Бомбею, Гувахаті та Мадраса надали допомогу в таких сферах, як випробування ґрунту, постачання бетону та проєктування.
Будівельні роботи виконано з 17000 куб. м. пісковику з Баансі в Раджастхані. У будівництві храму не використовували залізо та сталь, а для сплавлення кам'яних блоків знадобилося десять тисяч мідних пластин. У культурно значущому кроці Таїланд також символічно зробив свій внесок в урочисте відкриття Рам Мандіра, надіславши землю Раму Джанмабхумі, спираючись на їхній попередній жест надсилання води з двох річок у Таїланд на честь храму.
Остаточний проєкт Рам Мандіра включав храми, присвячені Сурьї, Ганеші, Шиві, Дурзі, Вішну та Брахмі на території храму.

## Вплив і пов'язані з ним дії

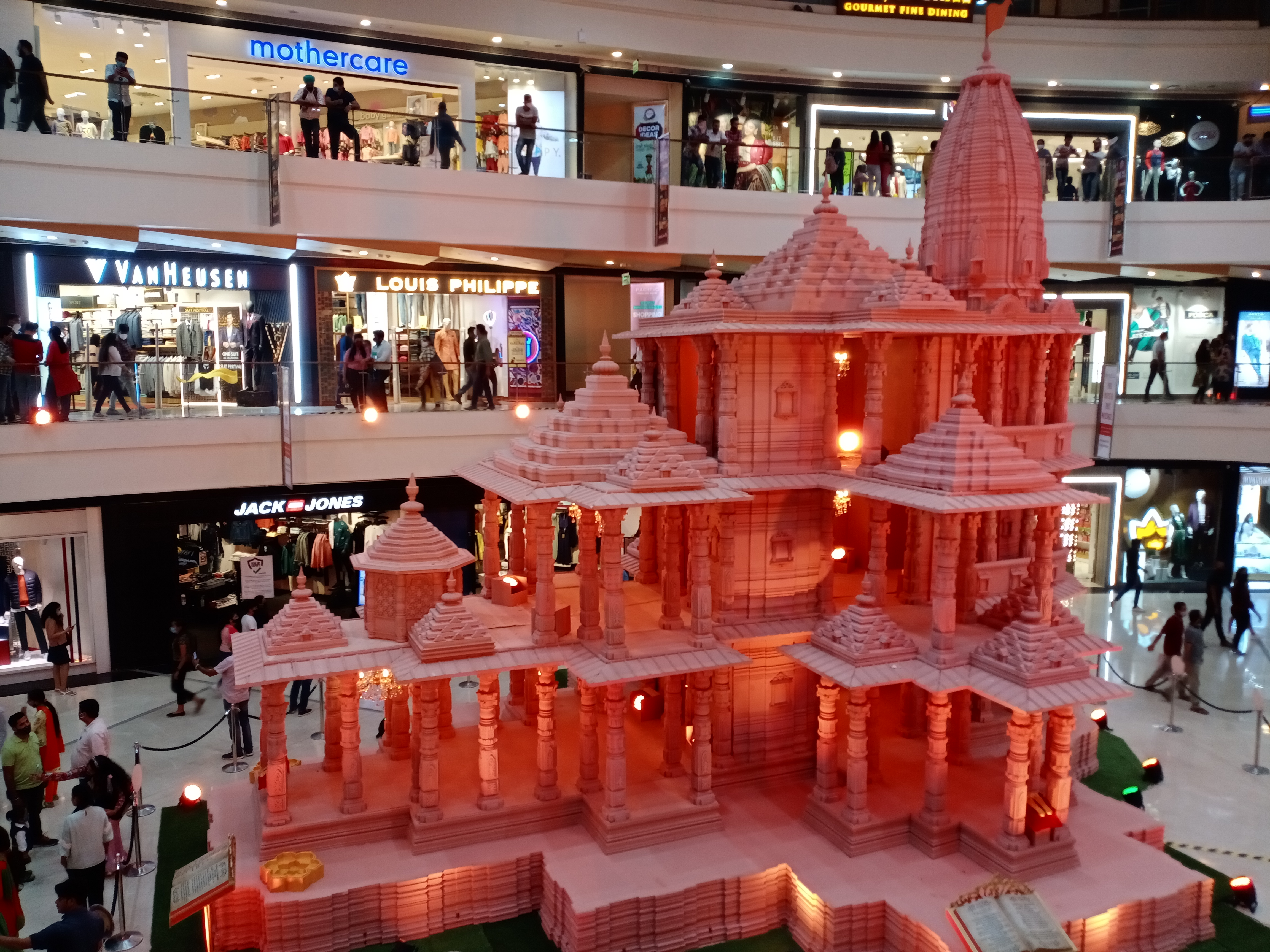
9,8-метрова модель Рама Мандіра, представлена під час Дівалі 2020 року в Pacific Mall у Західному Делі

Будівництво храму супроводжувалося планом трансформації міста Айодг'я вартістю 10 мільярдів доларів, який «охоплює новий аеропорт, оновлену залізничну станцію та розвиток міста», сприяючи численним проєктам розвитку готелів і стимулюючи різноманітну економічну діяльність. Оскільки прихильники індуїзму з усього світу скупчуються, щоб отримати даршан (привітне споглядання) цього божества, наступні економічні наслідки, за оцінками, мали призвести до подальшого збагачення штату до кінця 2024 року на чотири трильйони індійських рупій (еквівалентно 48 мільярдам доларів США).
Враховуючи релігійне значення храму серед індусів, за оцінками, з 50 мільйонами відвідувачів на рік храм Рам в Айодх'ї, ймовірно, стане найбільш відвідуваним місцем паломництва індуїстів в Індії. Після відкриття храму Рам для публіки 23 січня 2024 року Айодх'я прийняв 2,4 мільйона відвідувачів лише за 12 днів. Виходячи з поточної кількості відвідувачів, за прогнозами, храм Рам в Айодг'ї стане одним із найбільш відвідуваних місць паломництва у світі, обігнавши Мекку та Ватикан. З огляду на те, що віруючі з усіх куточків Індії постійно відвідують храм, було підраховано, що духовний туризм в Айодг'ї має потенціал для створення тисяч робочих місць, оскільки потрібно більше робочої сили, щоб задовольнити потреби відвідувачів Рам Мандіру, а також залучити величезні інвестиції.
17 квітня 2024 року тисячі прихильників відсвяткували перше свято Рама Навамі (народження Рама) після освячення храму Рам. З цієї нагоди храм Рам став свідком унікальної події опівдні, коли чоло статуї Рама Лалли було помазано сонячним променем, відомим як Сурья Тілака. Коли сонячні промені освітлювали чоло статуї Рама Лалли, десятки вірян святкували цю подію. Розробка механізму Sūrya Tilaka включала співпрацю між вченими з Центрального науково-дослідного інституту будівництва (CBRI), Руркі, та Індійського інституту астрофізики (IIAP), Бангалор, які розробили складний апарат, що складається з дзеркал і лінз для спрямування променя світла до чола статуї божества.

## У масовій культурі

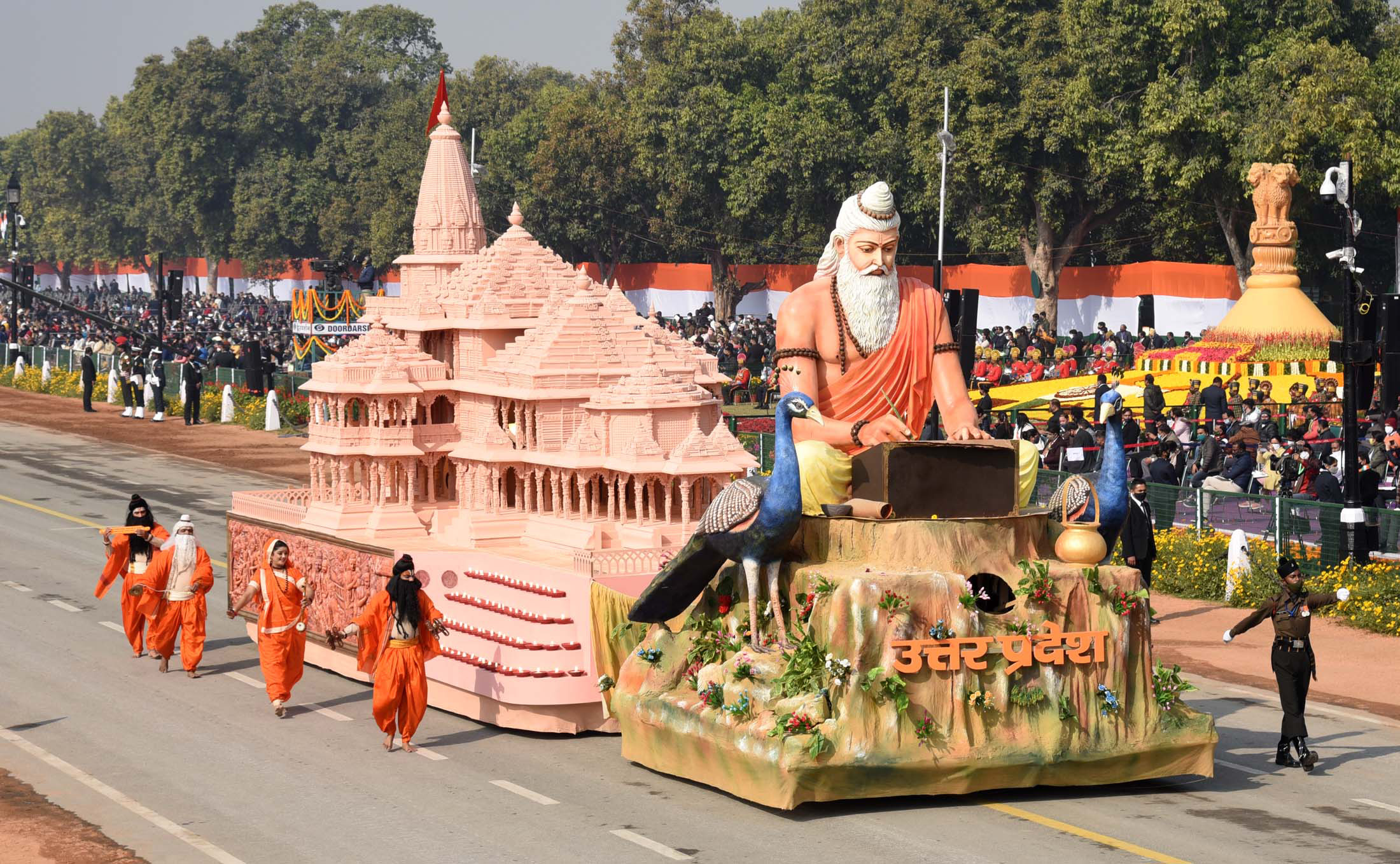
Святкування у штаті Уттар-Прадеш на параді до Дня Республіки у 2021 році

У 2021 році під час параду до Дня Республіки на Раджпаті в штаті Уттар-Прадеш була представлена копія Рама Мандіра. У жовтні 2023 року під час святкування Дурга-Пуджа на площі Сантош Мітра в Калькутті була виставлена копія Рама Мандіра разом з іншими відомими будівлями з всього світу.

### Гасла
Maṁdira vahīṁ banāēm̐gē (перекл. «Храм буде побудовано саме там») — це вислів на гінді, який став одним із найпопулярніших гасел щодо руху Рам Джанмабгумі та Рам Мандір. Він використовувався ще в 1985–86 роках, був популяризований у 1990-х роках і має кілька варіацій.
Це був символ надії, він став частиною свят, а також став частиною стендап-комедії, жартів і мемів. У 2019 році слоган використовувався в парламенті Індії, а також його використовували ЗМІ. Гасло використовувалося і як погроза, і присяга.
Існують варіації вислову, наприклад той, який використовував Лал Крішна Адвані: «Saugaṁdha Rāma kī khātē haiṁ, hama maṁdira vahīṁ banāēm̐gē» (досл. Ми даємо обітницю Рамі, що ми збудуємо храм саме там). Інші варіації та адаптації включають «Vahīṁ banēgā maṁdira» (досл. Там буде збудовано храм), «Jahām̐ Rāma kā janma huā thā, hama maṁdira vahīṁ banāēm̐gē» (досл. Храм буде побудовано там, де народився Рама), «Rāmā Lallā hama āēm̐gē, maṁdira vahīṁ banāēm̐gē» (досл. Рам Лалла, ми прийдемо, там буде побудований храм, або Рам Лалла, ми прийдемо, щоб побудувати Мандір саме там) і «Pahalē maṁdira, phira sarakāra» (досл. Спочатку храм, потім влада).

### Книги
- The Battle for Rama: Case of the Temple at Ayodhya by Meenakshi Jain, ISBN 9788173055799 та 8173055793
- Sunrise over Ayodhya: Nationhood in Our Times by Salman Khurshid, ISBN 9789354923050 та 9354923054

### Фільми
- Місія Айодх'я, режисер Самір Рамеш Сурв[123]